# Потехин, Иван Евгеньевич
Иван Евгеньевич Потехин (род. 8 апреля 1981, Дзержинск) — российский парафутболист, полузащитник и экс-капитан паралимпийской сборной России и ФК «Л.Ч.О». Чемпион Паралимпийских игр 2012 по футболу 7×7, трехкратный чемпион мира, заслуженный мастер спорта России.

## Награды
- Медаль ордена «За заслуги перед Отечеством» II степени (19 ноября 2007)[2]
- Медаль ордена «За заслуги перед Отечеством» I степени (30 сентября 2009)[3]
- Орден Дружбы (10 сентября 2012) — за большой вклад в развитие физической культуры и спорта, высокие спортивные достижения на XIV Паралимпийских летних играх 2012 года в городе Лондоне (Великобритания)[4].
- Заслуженный мастер спорта России.